# Дадиани, Давид Леванович
Давид Леванович Дадиани (Давид I Дадиани) (груз. დავით დადიანი) (23 января 1813 — 30 августа 1853) — владетельный князь (мтавар) Мегрелии с 1840 года.

## Происхождение
Российский подданный, Давид был сыном владетельного князя Мегрелии Левана V (1793—1846) и княжны Марты Зурабовны Церетели (дочери крупного и влиятельного имеретинского феодала — князя Зураба Церетели от брака с княжной Тамарой Дадиани). Приходился внучатым племянником последней имеретинской царице Марии (супруге Соломона II) и двоюродным племянником последнему абхазскому правителю Михаила Шервашидзе. Через свою бабку царевну Нину был правнуком последнего царя Грузии (Картли-Кахети) Георгия XII.

## Биография
Воспитывался под руководством русских генералов князя В. О. Бебутова и барона Г. В. Розена. В 1829 году зачислен корнетом в лейб-гвардии Казачий полк, в котором дослужился до чина полковника. Впоследствии (27.04.1845) получил также чин генерал-майора.
Ещё при жизни отца 11 мая 1840 года принял на себя управление княжеством, которое находилось в крайне бедственном положении: казна была расхищена, всюду царили анархия и беспорядок. Давид в целях наведения порядка предпринял реформы, кардинальным образом менявшие прежние порядки.
В частности, он разделил княжество на округа, во главе которых были поставлены назначаемые лица из числа родовитой знати. На основе «Положения об управлении Закавказским краем» 1842 года, им было составлено руководство по управлению вновь образованными округами. В прежние времена должность судьи была наследственной, и была закреплена за некоторыми княжескими родами. Молодой князь установил сменяемость судей и назначил таксу за исполнение должности судьи в пользу государственной казны.

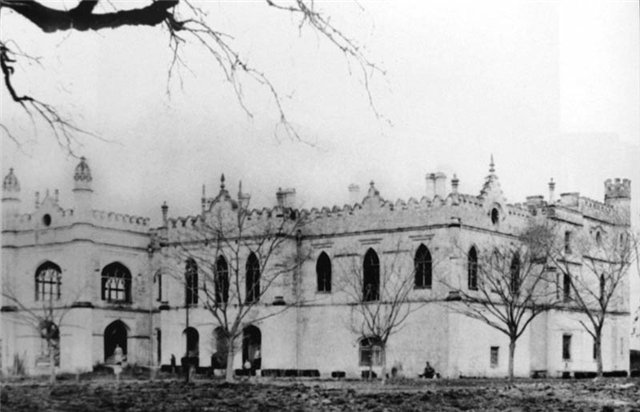
Дворец Дадиани в Зугдиди

Кроме того, им была проведена церковная реформа. В частности, он освободил белое духовенство княжества от крепостной зависимости. До него священники отбывали личные и поземельные повинности наравне с другими крестьянами. Священники исполняли разные хозяйственные работы и зачастую перетаскивали тяжести во время передвижения господ, находясь в числе их прислуги. Кроме того, он убедил архиепископа Чкондидского (Чкондидели) заменить поборы натурою и издельную повинность на денежную. Вследствие чего каждый крестьянский дом епископских имений, вместо натуральных приношений и работ, был обложен тремя рублями, и архиепископ стал получать до 12 000 руб. в год. Затем Давид предложил вносить эти 12 000 руб. из своей казны в пользу Чкондидели, а все его имение записать в свой удел. После смерти архиепископа, на его место, по указанию Давида, был назначен Феофан, с помощью которого он и привел в исполнение этот свой план.
Своими реформами и установлением новых налогов Давид Дадиани приобрел себе много врагов среди дворянства, но, будучи человеком энергичным и решительным, преследовавшим практические цели по реформированию княжества, он мало обращал внимания на неудовольствие подданных. Он был законодателем, судьей и, будучи строгим исполнителем закона, однако, считал себя вправе пользоваться имуществом подданных, когда в этом была необходимость. Недовольство на его жесткое правление и смену привычных порядков росло среди народа, и вызывало в ответ с его стороны нередко жестокие меры даже против высшего класса. Такая твердость была обусловлена надеждой на военную помощь России, в соответствии договором 1803 г. Обстановка в княжестве все более накалялась и Мегрелии грозила междоусобица. Русское правительство через князя Воронцова предложило Давиду за денежное вознаграждение отказаться от своей власти, но в ответ на это предложение Давид потребовал оставить за ним все его имения и выдать ему единовременно 30 000 червонных. Это требование не было удовлетворено и князю было дано понять, что жестокий способ правления повлечет за собою упразднение его автономии. Давид понял опасность своего положения и смягчил методы правления.
В 1849 году на базе предметов из хранилища сокровищ владетеля и грузинских древностей Давид при дворце основал музей, существующий и поныне. Он умер в возрасте 40 лет, накопив к этому времени до миллиона рублей червонными, от болезни, которая часто встречалась в Имеретии. По словам врача Андреевского

У него началось расстройство желудка, потом заушница, которая, не созрев, произвела воспаление мозговой плевры и была причиной его смерти. Народ начал говорить, что Дадиани отравили за неблагочестивые поступки с церковным имуществом, которое он присвоил после смерти последнего Чкондидели. Говоря вообще, смерть его обрадовала Мегрелию, потому что угнетенные мегрельцы надеялись на решительное и действительное вмешательство русского правительства в его положение. В Мегрелии у меня не было ни брата, ни свата, но я знал, что претерпевали мегрельцы от Дадиани, как Дадиани дурачил русскую власть для приобретения большего и большего влияния.
 Поскольку его сын и наследник Николай был ещё мал, управление княжеством приняла на себя его вдова Екатерина Александровна.

Портреты Давида I
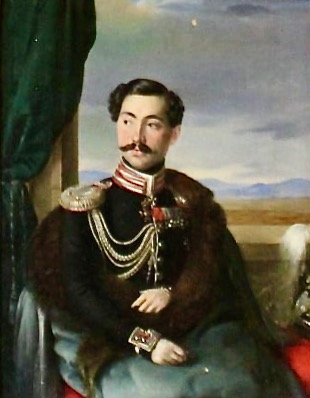
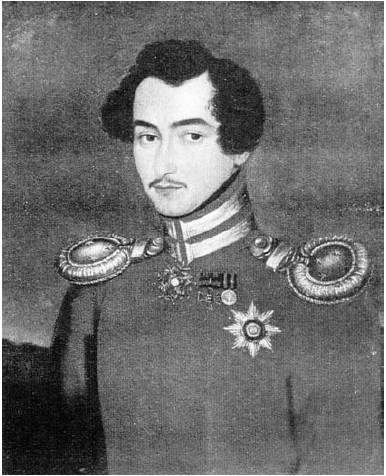
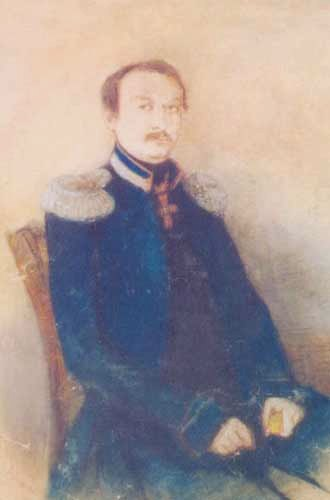

## Награды
Российские:
- Орден Святого Владимира 4 ст. с бантом (1829)
- Орден Святого Станислава 2 ст. со звездой (1835)
- Орден Святой Анны 1 ст. (1846)
- Орден Святого Владимира 2 ст. (1849)

## Семья

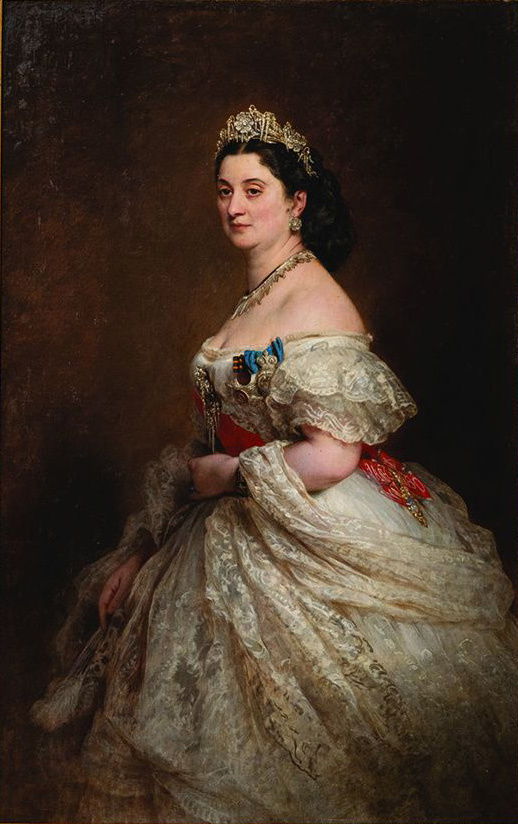
Княгиня Екатерина Александровна Чавчавадзе-Дадиани

Первым браком был женат с 10-летнего возраста на княжне Дареджан Дадешкелиани, дочери владетельного князя Сванети Циоха Дадешкелиани. Брак был расторгнут в 1835 году, и княгиня Дареджан вышла замуж за кахетинского князя Давида Абхази (Абхазишвили-Анчабадзе).
Вторым браком с 1839 года был женат на княжне Екатерине Александровне Чавчавадзе, дочери генерал-лейтенанта и поэта Александра Гарсевановича Чавчавадзе и княжны Саломеи Ивановны Орбелиани. После смерти мужа княгиня Екатерина вплоть до совершеннолетия сына Николая управляла княжеством на правах регентши. В этом браке родились князья и княжны:
- Мария  (1840—1842)
- Нино (1841—1848)
- Леван (1842—1844)
- Николай (1847—1903]), владетель Мегрелии (1853—66), затем — светлейший князь Мингрельский.
- Саломея (1848—1913), замужем за принцем Ашилем Шарлем Луи Наполеоном Мюратом (1847—1895).
- Андрей (1850—1910), генерал-лейтенант
- Тамара (1853—1859)